# Мюнхвайлер-на-Родальбе

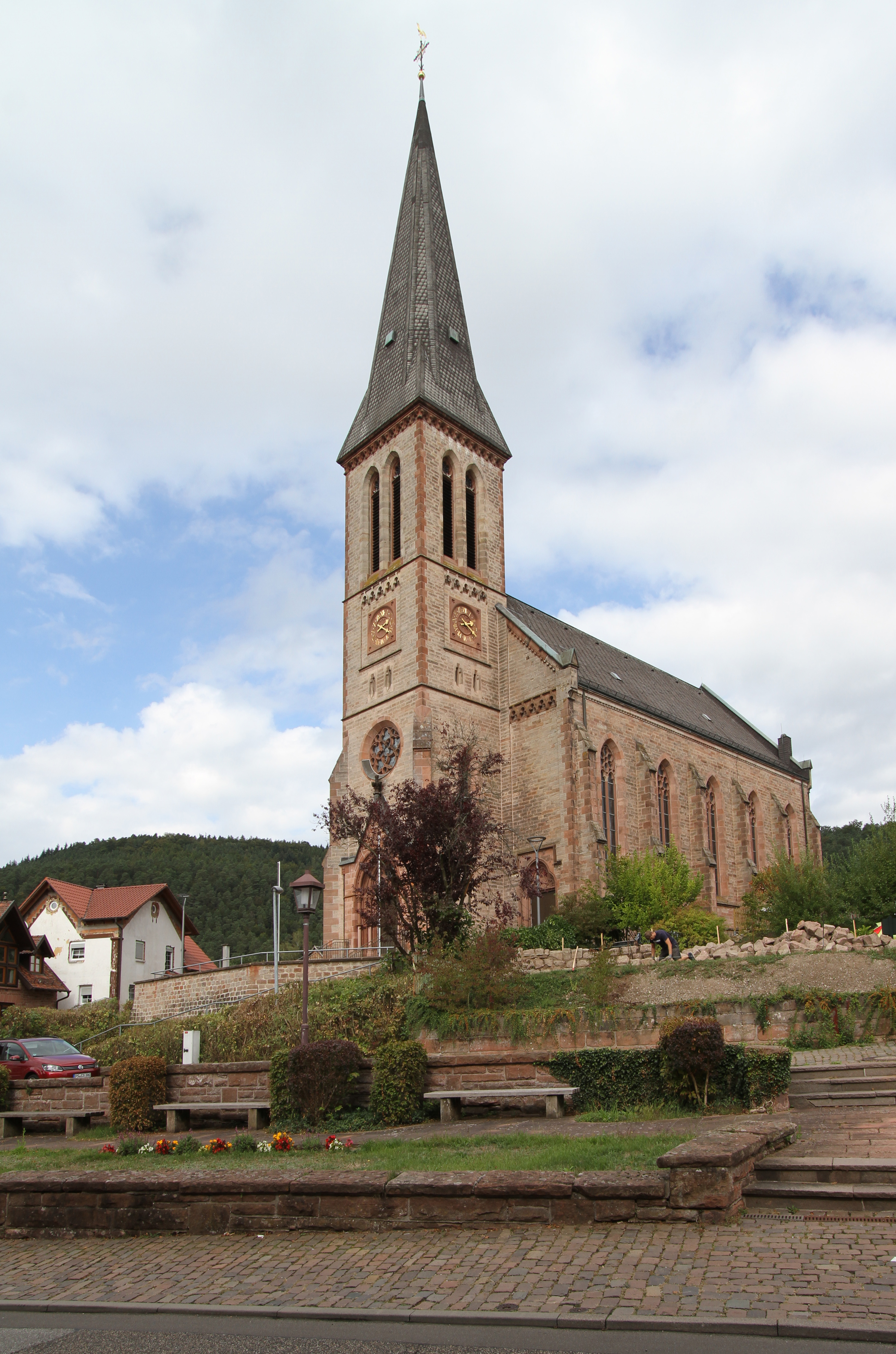

Мюнхвайлер-на-Родальбе (нем. Münchweiler an der Rodalb) — коммуна в Германии, в земле Рейнланд-Пфальц. 
Входит в состав района Юго-западный Пфальц. Подчиняется управлению Родальбен.  Население составляет 2942 человека (на 31 декабря 2010 года). Занимает площадь 27,19 км².